# Alice Sara Ottová
Alice Sara Ottová, nepřechýleně Alice Sara Ott (* 1. srpna 1988, Mnichov) je pianistka německo-japonského původu, interpretka vážné hudby.

## Původ
Narodila se v Mnichově jako dcera německého otce a japonské matky.

## Klavírní kariéra
Ve třech letech navštívila s rodiči hudební recitál a projevila velký zájem o hudbu. Od čtyř let ji ve hře na klavír vedla maďarská učitelka. Ve třinácti letech si odnesla z Mezinárodní klavírní soutěže akademie v japonském Hamamacu titul „nejslibnější umělec“ a o dva roky později pak vyhrála Mezinárodní klavírní soutěž Silvia Bengaliho. Zvítězila na řadě dalších soutěží, včetně Pianello Val Tidone.
Studium hry na klavír absolvovala v salcburském Mozarteu u profesora Karla-Heinze Kämmerlinga.
Pro německé hudební vydavatelství Deutsche Grammophon nahrála s Mnichovskými filharmoniky Koncert pro klavír a orchestr č. 1 b moll od Čajkovského, dále pak Lisztovy Transcendentální etudy, Chopinovy Valčíky či Beethovenovy klavírní koncerty.
Koncertuje po celém světě. V září 2011 účinkovala spolu s Českou filharmonií jako sólistka na zahajovacím koncertu festivalu Dvořákova Praha.